# Semper tiro (збірка)
«Semper tiro» — збірка поезій українського письменника Івана Франка. Видана 1906 року у Львові.
Назва збірки ("завжди учень" - лат.) є видозміною вислову з 51-ої епіграми дванадцятої "Книги епіграм" давньоримського поета Марка Валерія Марціала "semper homo bonus tiro est" ("добра людина - завжди учень").

## Зміст збірки
- Semper tiro
- Сонет
- Моєму читачеві

### Буркутськи станси
- «Кожда кичера в млі»
- «Дивчино, моя ти рибчино»
- ОЛЬЗІ С.
- «О, розстроєна скрипка, розстроєна!»
- Конкістадори

### Лісова іділія (поема)
- Пролог
- Перша пісня
- Друга пісня

### Новіспівомовки
- Цехмістер Купер'ян
- Сучасна приказка
- Майстер Свирид
- Що за диво?
- Притичина
- Як там у небі?
- Трагедія артистки

### На старі теми
- «Чи не добре б нам, брати, зачати»
- «Блаженний муж, що йде на суд неправих…»
- «Було се три дні перед моїм шлюбом…»
- «Ти знов літаєш надо мною, галко»
- «Крик серед півночі в якімсь глухім окопі»
- «Де не лилися ви в нашій бувальщині»
- «І досі нам сниться»
- Антошкові П. (Азъ покой)
- «Вийшла в поле руська сила»
- «На ріці вавілонській — і я там сидів»
- «Вже ж твоя святая воля»
- «Говорить дурень в серці своїм…»

### Із книги Кааф
- «У сні знайшов я дивную долину»
- «Поете, тям, на шляху життьовому…»
- «Гуманий будь і хай твоя гуманність»
- «Як трапиться тобі в громадськім ділі»
- «Ти йдеш у вишукано-скромнім строї»
- Ф.Р.
- «Опівніч. Глухо. Зимно. Вітер виє»
- «Як голова болить! Пожовклі карти»
- «Якби ти знав, як много важить слово…»
- «Страшний суд»